# Hyphantrophaga tucumanensis
Hyphantrophaga tucumanensis är en tvåvingeart som först beskrevs av Sellers 1943.  Hyphantrophaga tucumanensis ingår i släktet Hyphantrophaga och familjen parasitflugor. Inga underarter finns listade i Catalogue of Life.